# 譚雄
| 姓名       | 譚雄             |
| 出身地     | -                |
| 職官       | 将（孫桓の副将） |
| 主君       | 孫権             |
| 家族・一族 | -                |

譚 雄（たん ゆう）は、中国の通俗歴史小説『三国志演義』に登場する架空の武将。呉の孫桓の部将として登場する。
劉備の呉への侵攻時に、孫桓に従って蜀軍を迎撃する。同僚の李異が張苞に討ち取られそうになると、矢で張苞の馬を射止めて救援するが、それも及ばず、李異は関興に斬られてしまう。その翌日、譚雄も関興に生け捕りにされてしまい、前日の馬の霊を慰めるために、張苞の手で斬首される。
史実では呉に譚姓の武将が存在するが、譚雄の名は見当たらず、モデルが誰かも不明である。